# إيليرسكا بيتريسا
إيليرسكا بيتريسا (بالإنجليزية: Ilirska Bistrica)‏ هي مستوطنة تقع في سلوفينيا في Inner Carniola. يقدر عدد سكانها بـ 4,539 نسمة ومساحتها 34.8 كم2 وترتفع عن سطح البحر 421.2 متر.

## المدن التوأمة
مدن دوينو اوريسينا وأوباتيا هي مدن توأمة لـإيليرسكا بيتريسا.